# Пряжинское городское поселение
Пря́жинское городско́е поселе́ние — муниципальное образование в составе Пряжинского национального района Республики Карелия Российской Федерации. Административный центр — посёлок городского типа Пряжа.

## Население
| 2009  | 2010  | 2012  | 2013  | 2014  | 2015  | 2016  |
| ----- | ----- | ----- | ----- | ----- | ----- | ----- |
| 4134  | ↘3738 | ↘3709 | ↘3630 | ↘3616 | ↘3596 | ↘3587 |
| 2017  | 2018  | 2019  | 2020  | 2021  | 2023  |       |
| ↘3581 | ↘3544 | ↗3558 | ↘3529 | ↘3048 | ↗3067 |       |

## Населённые пункты
В состав городского поселения входят 4 населённых пункта:
| № | Населённый пункт | Тип населённого пункта | Население |
| - | ---------------- | ---------------------- | --------- |
| 1 | Киндасово        | деревня                | ↘14       |
| 2 | Маньга           | деревня                | ↗35       |
| 3 | Маньга           | посёлок                | ↗16       |
| 4 | Пряжа            | пгт                    | ↗2984     |